# Blanca de Vedra
Blanca de Vedra es el nombre de una variedad cultivar de manzano (Malus domestica). Esta manzana es originaria de Galicia, está cultivada en la colección de árboles frutales y banco de germoplasma de Mabegondo con el Nº 300; ejemplares procedentes de esquejes localizados en Vedra, parroquia del municipio de Vedra (La Coruña).

## Sinónimos
- "Manzana Blanca de Vedra",[4][5]
- "Maceira Blanca de Vedra".

## Características
El manzano de la variedad 'Blanca de Vedra' tiene un vigor vigoroso. Tamaño grande y porte erguido.
Época de inicio de brotación a partir del 30 de marzo y de floración a partir del 25 de abril.
Las hojas tienen una longitud del limbo de tamaño medio, con la máxima anchura del limbo es estrecha. Longitud de las estípulas es corta y la máxima anchura de las estípulas es desconocido. Denticulación del borde del limbo es serrado, con la forma del ápice del limbo cuspidado y la forma de la base del limbo es agudo. Con subestípulas ausentes.
Sus flores tienen una longitud de los pétalos larga, con una anchura de los pétalos ancha, disposición de los pétalos libres entre sí, con una longitud del pedúnculo larga.
La variedad de manzana 'Blanca de Vedra' tiene un fruto de tamaño medio, de forma plana-globosa, de color amarillo, con chapa a manchas, e intensidad pálida. Epidermis de textura suave, con pruina en su superficie y con presencia de cera media. Sensibilidad al "russeting" (pardeamiento áspero superficial que presentan algunas variedades) muy poco sensible. Con lenticelas de tamaño pequeño.
Los sépalos están dispuestos de forma variable, y superpuestos en su base; su fosa calicina es muy profunda y de una anchura media. Pedúnculo de grosor estrecho y de longitud medio, siendo la cavidad peduncular de una profundidad media y de anchura media. Con pulpa de color blanca, cuya firmeza es intermedia y su textura es crocante; su jugosidad es jugosa, con sabor de acidez débil, y aromática.
Época de maduración y recolección a partir del 2 de septiembre. 'Blanca de Vedra' es una manzana que su destino es la conservación de esta variedad en el banco de germoplasma de Mabegondo como reserva genética.

## Susceptibilidades
- Oidio: ataque débil
- Moteado: no presenta
- Raíces aéreas: no presenta
- Momificado: ataque débil
- Pulgón lanígero: no presenta
- Pulgón verde: ataque medio
- Araña roja: no presenta
- Chancro del manzano: no presenta.[3]